# La ragazza di Via Condotti
La ragazza di Via Condotti ist ein italienischer Film aus dem Jahr 1973. Regie führte Germán Lorente. Der in seinem Anfang dem Giallo-Genre und ab der Mitte dem Poliziottesco zugehörige Film schildert die Recherche eines Privatdetektivs nach dem Tod seiner Frau.

## Handlung
Die Frau des Privatdetektivs Sandro wird von einem Liebhaber beim Beischlaf erwürgt. Während des Mordes ist Sandro bei einer Freundin, der jungen amerikanischen Fotografin Tiffany, und klagt ihr sein Eheleid. Mit Hilfe eines Fotos, das er neben seiner toten Frau findet, und der in ihn verliebten Tiffany kommt Detektiv Sandro auf die Spur der Boutique-Besitzerin Laura. Laura, die als Stripperin arbeitet und die Boutique an der via Condotti von ihrem reichen Freund Russo geschenkt bekommen hat, will ihm aber nicht verraten, wer der Mann mit dem Motorradhelm ist, der mit ihr auf dem Foto zu sehen ist.
Sandro, der bei seinen Recherchen von Tiffany unterstützt und auf die Spur Russos gebracht wird, findet schließlich den Schuldigen: Lauras Bruder Mario. Doch bevor dieser als Mörder überführt werden kann, platziert Russo in Marios neuem Auto eine Bombe.
Laura kehrt nach einer kurzen Affaire mit Sandro in die sichere Existenz an Russos Seite zurück. Da Tiffany inzwischen nach Südamerika abgereist ist, bleibt Sandro am Ende allein. In der italienischen Version des Films wird Sandro am Ende verhaftet, nachdem Russo ihm Drogen untergeschoben hat.